# 고성탈박물관
고성탈박물관은 경상남도 고성군 고성읍 율대리에 있는 민속 박물관이다.

## 개요
고성탈박물관은 2003년에 착공하여 2005년 준공, 개관했으며, 한국탈 300여점, 외국탈 240여점, 총 540여점이 전시되어 있다. 전시실은 상설전시실과 특별전시실, 체험실, 수장고, 학예실 등을 갖추고 있다.

## 관람
오전 9시부터 오후 6시까지 관람할 수 있으며, 매표는 오후 5시까지이다. 휴관일은 1월 1일, 설날과 추석 당일, 매주 월요일과 법정 공휴일 다음날이다.

## 같이 보기
- 대한민국의 박물관과 미술관 목록